# Ji So-yun
Ji So-yun (21 de febrero de 1991; Seúl, Corea del Sur) es una futbolista surcoreana que juega como mediocampista, aunque también puede jugar como delantera. Actualmente se desempeña en el Seattle Reign FC de la National Women's Soccer League de Estados Unidos. Es internacional con la Selección de Corea del Sur, de la cual es la máxima goleadora histórica.

## Carrera
Ji debutó con la selección surcoreana absoluta a los 15 años (con la que ha marcado 26 goles a fecha de enero de 2014), en los Juegos Asiáticos de 2006. Fue la segunda máxima goleadora del Mundial sub-20 de 2010, y el último de sus 8 goles le dio a Corea de Sur el bronce.
En 2011 pasó de la liga universitaria coreana al INAC Leonessa japonés, con el que ganó tres ligas. En enero de 2014 fichó por el Chelsea. Fue nombrada mejor futbolista surcoreana en 2010 y 2011. 

## Estadísticas

### Clubes
| Club                    | País          | Año             |
| ----------------------- | ------------- | --------------- |
| Dongsan Info & Industry | Corea del Sur | 2006 - 2008     |
| Hanyang Women's College | Corea del Sur | 2009 - 2010     |
| INAC Kobe Leonessa      | Corea del Sur | 2011 - 2013     |
| Chelsea                 | Inglaterra    | 2014 - 2022     |
| Suwon FC                | Corea del Sur | 2022 - presente |

## Palmarés

### Títulos nacionales
| Título                      | Club               | País          | Año     |
| --------------------------- | ------------------ | ------------- | ------- |
| Nadeshiko League            | INAC Kobe Leonessa | Corea del Sur | 2011    |
| Copa de la Emperatriz       | INAC Kobe Leonessa | Corea del Sur | 2011    |
| Nadeshiko League            | INAC Kobe Leonessa | Corea del Sur | 2012    |
| Copa de la Emperatriz       | INAC Kobe Leonessa | Corea del Sur | 2012    |
| Nadeshiko League            | INAC Kobe Leonessa | Corea del Sur | 2013    |
| Copa de la Emperatriz       | INAC Kobe Leonessa | Corea del Sur | 2013    |
| Copa de la Nadeshiko League | INAC Kobe Leonessa | Corea del Sur | 2013    |
| Women's FA Cup              | Chelsea            | Inglaterra    | 2014-15 |
| Women's Super League        | Chelsea            | Inglaterra    | 2015    |
| Women's Super League        | Chelsea            | Inglaterra    | 2017    |
| Women's Super League        | Chelsea            | Inglaterra    | 2017-18 |
| Women's FA Cup              | Chelsea            | Inglaterra    | 2017-18 |
| Women's Super League        | Chelsea            | Inglaterra    | 2019-20 |
| FA Women's League Cup       | Chelsea            | Inglaterra    | 2019-20 |
| Women's FA Community Shield | Chelsea            | Inglaterra    | 2020    |
| Women's Super League        | Chelsea            | Inglaterra    | 2020-21 |
| Women's FA Cup              | Chelsea            | Inglaterra    | 2020-21 |
| FA Women's League Cup       | Chelsea            | Inglaterra    | 2020-21 |
| Women's Super League        | Chelsea            | Inglaterra    | 2021-22 |
| Women's FA Cup              | Chelsea            | Inglaterra    | 2021-22 |

### Títulos internacionales
| Título                             | Equipo             | Sede          | Año  |
| ---------------------------------- | ------------------ | ------------- | ---- |
| Universiadas de Verano             | Corea del Sur      | Serbia        | 2009 |
| Juegos Asiáticos                   | Corea del Sur      | China         | 2010 |
| Campeonato Internacional de Clubes | INAC Kobe Leonessa | Japón         | 2013 |
| Juegos Asiáticos                   | Corea del Sur      | Corea del Sur | 2014 |
| Juegos Asiáticos                   | Corea del Sur      | Indonesia     | 2018 |

(*) Incluyendo la Selección

## Filmografía

### Apariciones en programas de televisión
| Año  | Título              | Canal | Notas                                        |
| ---- | ------------------- | ----- | -------------------------------------------- |
| 2016 | Running Man         | SBS   | invitada, (ep. #283-384)                     |
| 2016 | King of Mask Singer | MBC   | concursó como "Peal of Bells Ring", (ep. 91) |